# Ségos
Ségos (gaskognisch: Segòs) ist eine französische Gemeinde mit 248 Einwohnern (Stand 1. Januar 2022) im Département Gers in der Region Okzitanien; sie gehört zum Arrondissement Mirande und zum Gemeindeverband Communauté de communes d’Aire-sur-l’Adour.

## Geografie
Ségos ist die westlichste Gemeinde des Départements Gers. Sie liegt rund acht Kilometer südlich der Kleinstadt Aire-sur-l’Adour ganz im Westen des Départements Gers. Es gehört zum Weinbaugebiet Tursan. Die wichtigsten Gewässer sind die Flüsse Broussau und Lées, der Bach Lesté und der Stausee Lac de Latrille (auch Lac de Ségos). Wichtigste überregionale Verkehrsverbindung ist die wenige Kilometer westlich der Gemeinde verlaufende Autoroute A65 (Teil der Europastraße 7).
Umgeben wird Ségos von den Nachbargemeinden Aire-sur-l’Adour im Nordwesten, Lannux im Nordosten, Projan im Osten und Südosten, Saint-Agnet im Süden und Südwesten sowie Latrille im Westen.

## Geschichte
Die Lehnsherrschaft Ségos wird in einer Urkunde über einen Landtausch zwischen den Herzögen von Corneillan und Armagnac am 28. Oktober 1367 erstmals erwähnt. Im Jahr 1852 stieß ein Teil der sich auflösenden Gemeinde Villères zur Gemeinde Ségos.

### Bevölkerungsentwicklung
| Jahr                       | 1793 | 1851 | 1856 | 1876 | 1962 | 1968 | 1975 | 1982 | 1990 | 1999 | 2006 | 2012 | 2021 |
| Einwohner                  | 258  | 306  | 504  | 505  | 318  | 304  | 276  | 272  | 248  | 234  | 250  | 245  | 226  |
| Quellen: Cassini und INSEE |      |      |      |      |      |      |      |      |      |      |      |      |      |

## Wirtschaft
Die meisten Arbeitsplätze in der Gemeinde bietet traditionell die Landwirtschaft. Nebst Weinbau sind Tabak- und Maisanbau sowie die Viehhaltung (Rinderzucht) die wichtigsten Erwerbszweige.

## Sehenswürdigkeiten
- Kirche Saint-Orens aus dem 18. Jahrhundert
- etliche Wegkreuze
- zwei Marienstatuen
- Lac de Latrille

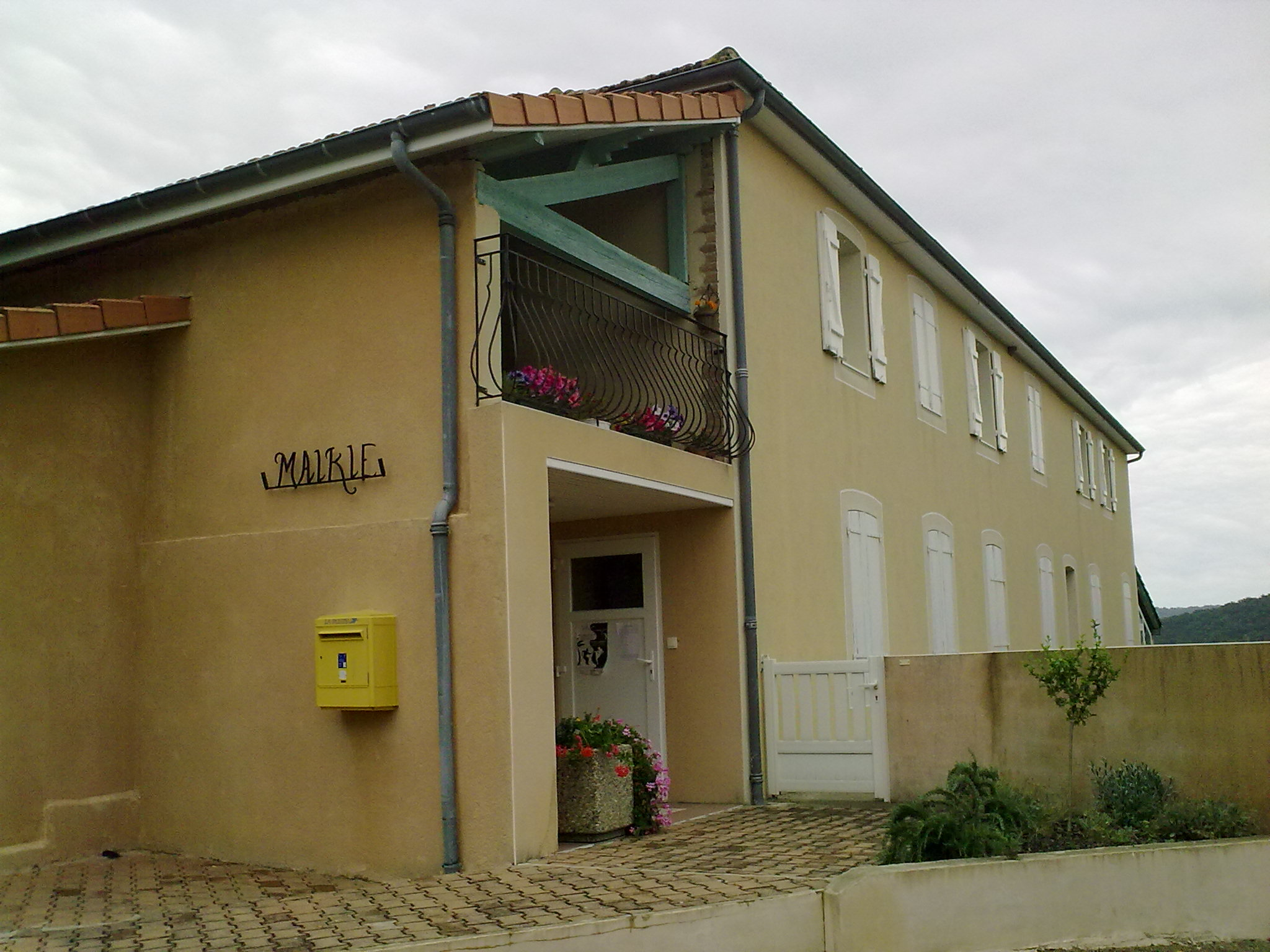
Rathaus (Mairie) von Ségos
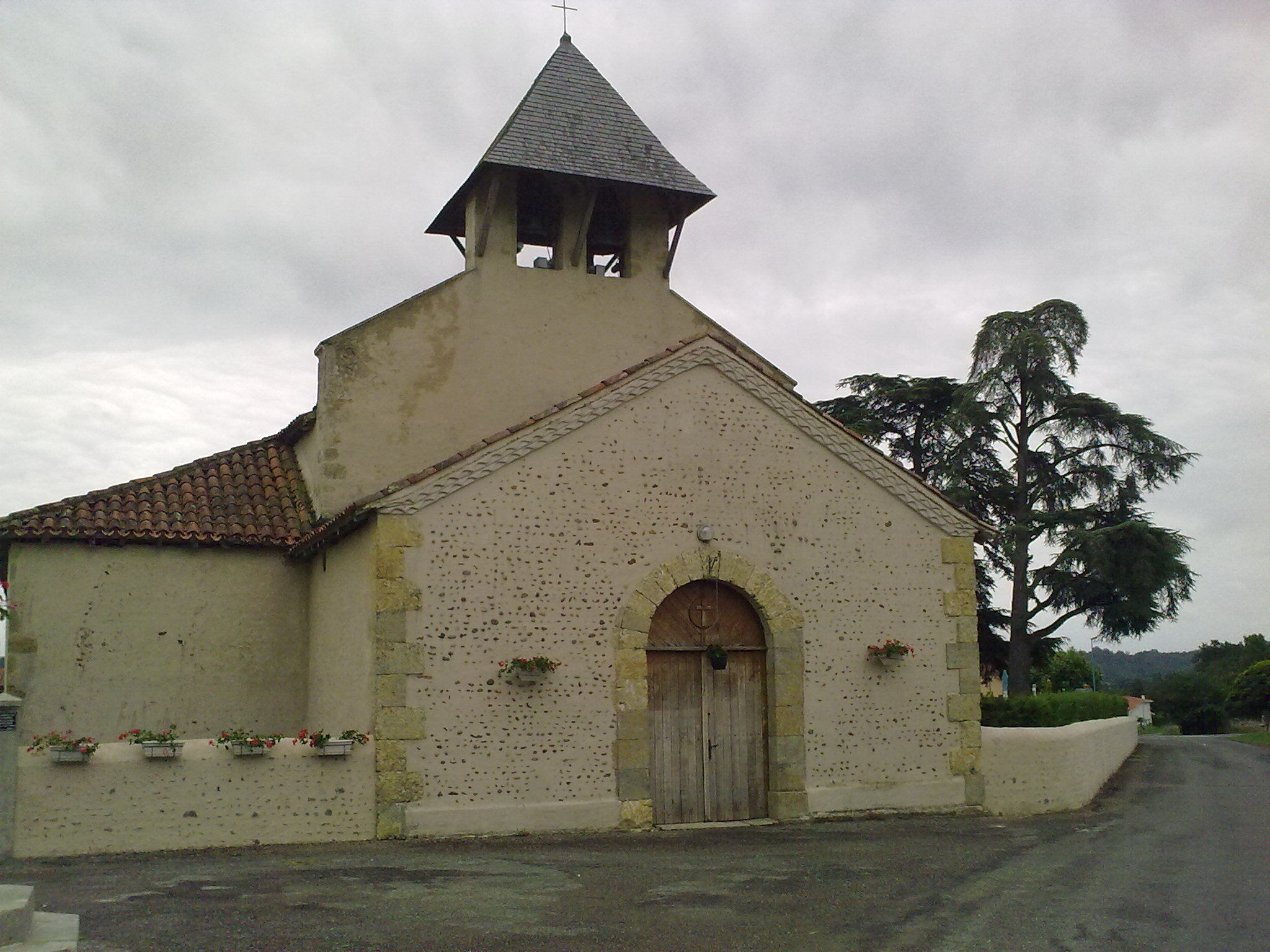
Dorfkirche Saint-Orens
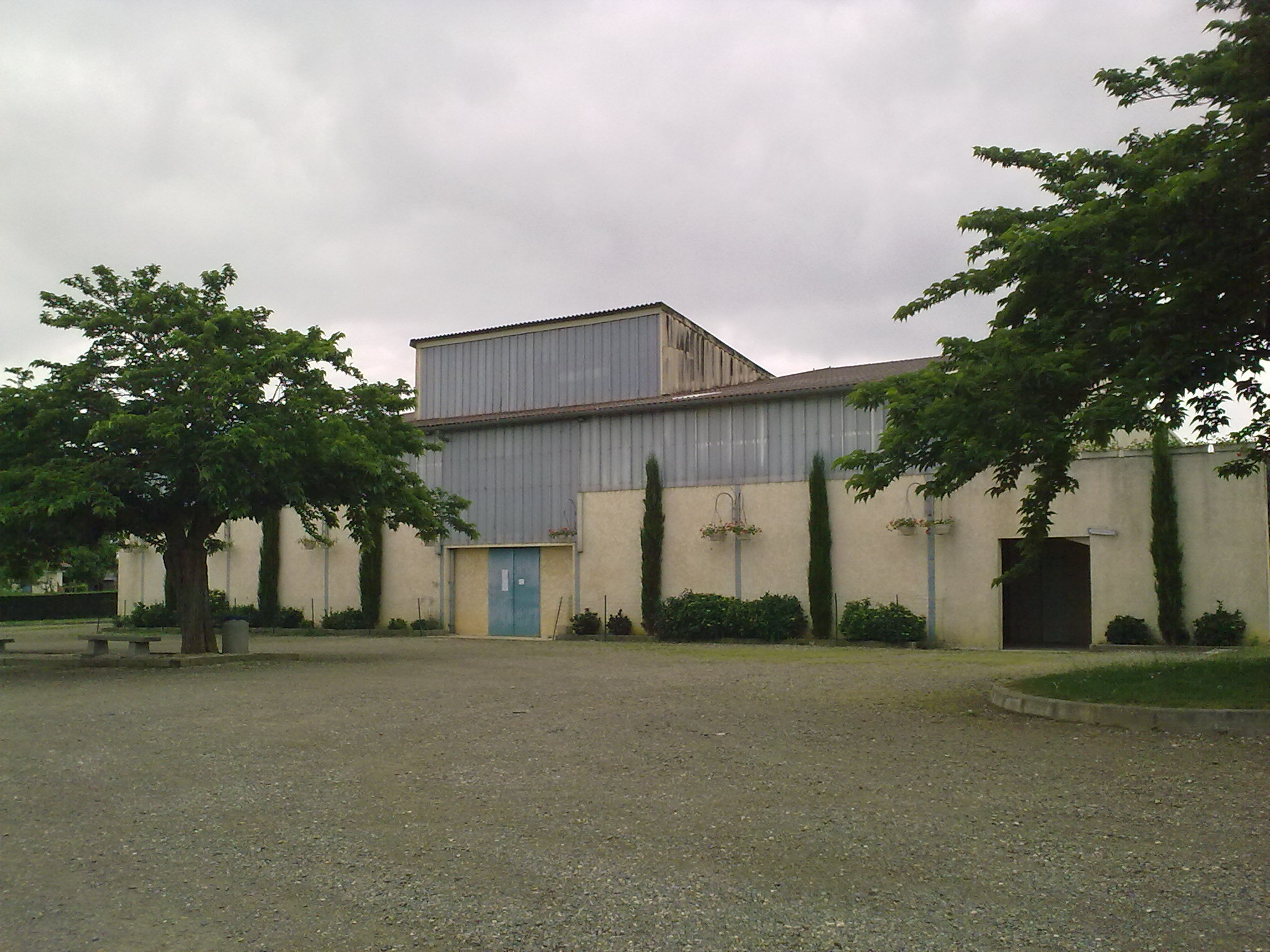
Mehrzwecksaal der Gemeinde
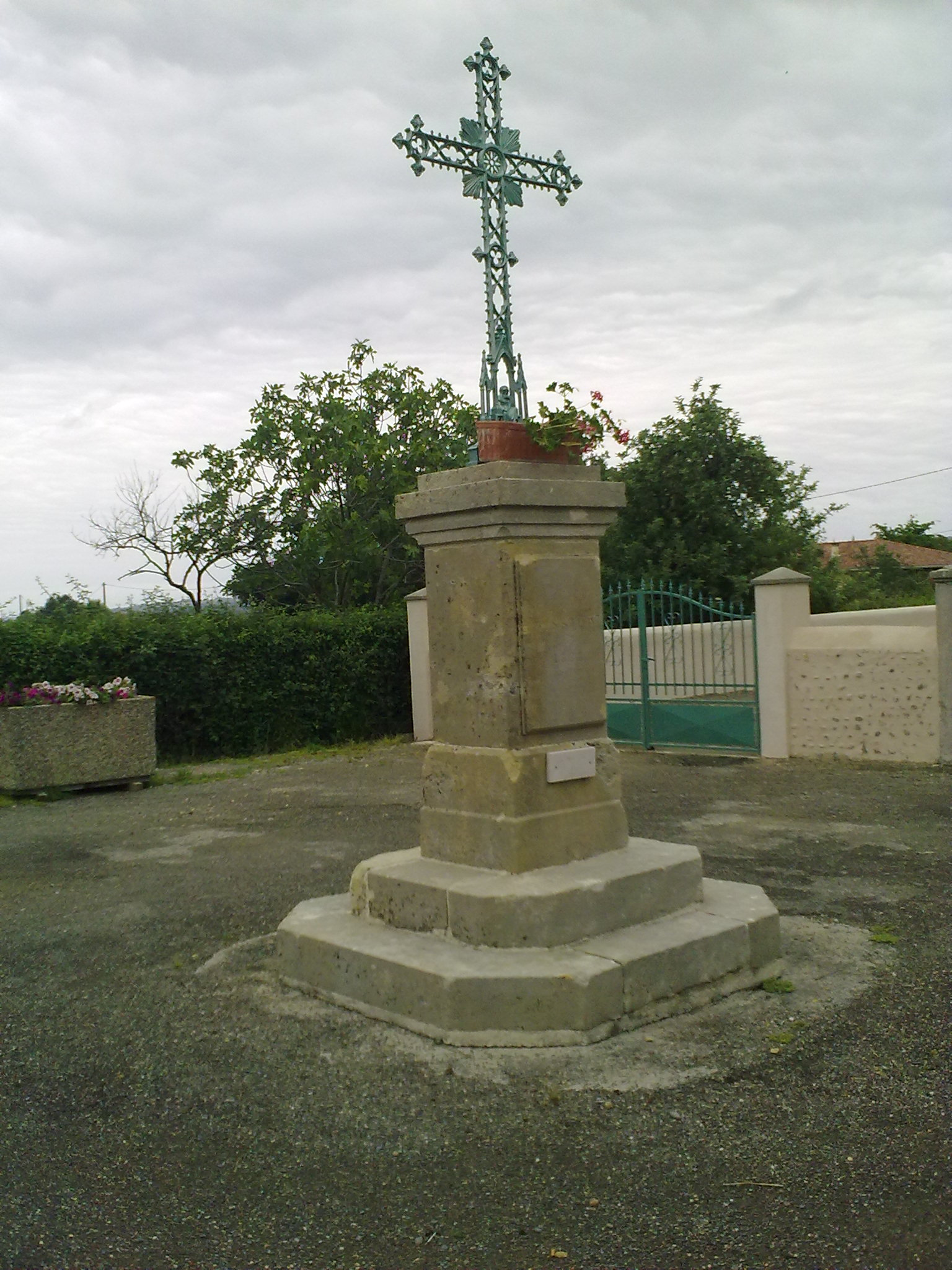
Kreuz neben der Kirche